# Elaphoglossum heterochroum
Elaphoglossum heterochroum är en träjonväxtart som beskrevs av John T. Mickel. Elaphoglossum heterochroum ingår i släktet Elaphoglossum och familjen Dryopteridaceae. Inga underarter finns listade.